# Autokrator
Autokratōr (grecki: αὐτοκράτωρ, dosłownie "samowładca", "ten który rządzi samodzielnie") – grecki tytuł używany w stosunku do jednostek posiadających absolutną władzę, niemających nad sobą żadnego zwierzchnika. Przysługiwał on greckim i bizantyjskim, naczelnym dowódcom wojskowym, a później cesarzom. Autokrator stał się z biegiem czasu tytułem władcy - w wyniku utożsamienia z łacińskim określeniem imperator. We współczesnej grece zachowuje on swoje dawne znaczenie. W stosunku do władczyń używa się określenia αὐτοκράτειρα (autokrateira). Od terminu autokrator pochodzi autokracja, nazwa systemu sprawowania rządów.

## Historia
Określenie autokrator pojawia się w źródłach pod koniec V wieku p.n.e. w odniesieniu do dowódców. Początkowo nie funkcjonował jako oddzielny tytuł, ale jako wyróżnik takiego generała, który posiadał całkowitą kontrolę nad siłami zbrojnymi, będącego wodzem naczelnym. Tacy dowódcy byli wówczas określani jako stratēgos autokratōr. W starożytnych Atenach stratēgoi autokratores byli wodzami o znacznym stopniu autonomii, mogli podejmować wiele ważnych decyzji, dotyczących wojska bez konieczności konsultowania ich z władzą cywilną. Takie uprawnienia zyskiwali stratedzy, którzy mieli przez dłuższy czas prowadzić działania wojenne w znacznej odległości od Aten, na przykład w czasie Wyprawy sycylijskiej. Posiadania władzy absolutnej nad powierzonymi siłami zbrojnymi nie oznaczało, że po powrocie z wojny posunięcia i decyzje wodza nie były oceniane i rozliczane przez władzę.
Podobny system funkcjonował w innych greckich poleis, na przykład w Syrakuzach, gdzie całkowita zwierzchność nad siłami zbrojnymi była podstawą władzy tamtejszych tyranów. Częstą praktyką było powoływanie naczelnego wodza w przypadku sojuszu kilku miast lub związków, mającego przewodzić połączonym siłom zbrojnym. Początkowo to był tytuł mający ścisły związek z wojskiem. Autokrator zachował swoje militarne konotacje także w czasach panowania macedońskich królów w Grecji, kiedy po raz pierwszy przysługiwał koronowanym władcom. Strategami-autokratorami byli Filip II i Aleksander Wielki, choć wtedy wynikało to nie z władzy politycznej, ale z tego iż byli naczelnymi dowódcami wojsk swoich greckich sojuszników i poddanych.
Przejście tytułu autokrator na władców wiąże się z podbojem świata greckiego przez Rzym. Zmiana nie dokonała się od razu. Na początku rzymskiego panowania określenie autokrator było odpowiednikiem wojskowych tytułów republiki rzymskiej. Na przykład Polibiusz uważał, iż autokrator jest odpowiednikiem rzymskiego dyktatora, a Plutarch utożsamiał je z honorowym tytułem imperatora, nadawanym zwycięskiemu wodzowi, aby mógł odbyć triumf. Ewolucja autokratora w stronę tytułu władcy była zatem najprawdopodobniej spowodowana takim samym procesem w przypadku określenia imperator i wynikała z przemian ustrojowych Imperium Rzymskiego.
Cesarze rzymscy, a potem wschodniorzymscy, tytułowali się po grecku wyłącznie jako autokratorzy aż do czasów Herakliusza, który w 629 roku zaczął używać tytułu basileus. Autokrator był przez pewien czas używany tylko okazyjnie, aż do IX wieku, kiedy cesarze bizantyjscy zaczęli w swojej tytulaturze określać się mianem βασιλεύς καὶ αὐτοκράτωρ, basileus kai autokratōr, co tłumaczy się "imperator i autokrata". Używanie tytułu autokraty jest w pełni potwierdzone od 912 roku, a praktyka utrzymywała, o czym świadczą na przykład chryzobulle z XI wieku i liczne manuskrypty. Za rządów Paleologów tytuł autokraty przysługiwał potomkowi cesarza wyznaczonemu na następcę tronu.
W czasach bizantyjskich określenia autokrator używano również do dowódców wojskowych, określając ich jak starożytni Grecy – stratēgos autokratōr. Tytuł przysługiwał na przykład Belizariuszowi w VI wieku i Dawidowi Arianitesowi w XI wieku.
Tytulaturę bizantyjską zapożyczyli Słowianie. Panujący w Carstwie Bułgarii Carowie bułgarscy w okresie drugiego państwa bułgarskiego tytułowali się "W Chrystusie, wierny Bogu, Imperator i Autokrata wszystkich Bułgarów, Rzymian i Wołochów". Monarcha Serbów, panujący w Carstwie Serbskim Stefan Duszan tytułował się "Basileus i autokrata Serbów i Rzymian". Rosyjscy carowie określali się jako "Imperatorzy i Autokratorzy wszystkich Rusinów".